# Mitスーパーニュース
『mitスーパーニュース』（ミット スーパーニュース、ラテン文字表記：mit Super NEWS）は、岩手めんこいテレビで夕方に生放送されていた岩手県向けローカルワイドニュース番組。全国ネット番組『FNNスーパーニュース』を交えて放送した。

## 番組概要
- 1998年3月30日に「mitザ・ヒューマン FNN」の後継番組としてスタート。

- その日一日のトピックスや、身近な話題を中心に構成し、硬い特集は少ない。行楽情報や岩手県内の釣り情報[1]など、ニュース番組の範疇をあえて逸脱したコーナーで支持を集めた。

- 2011年に発生した東日本大震災以後は震災報道に力を入れており、被災地からの情報を伝えるコーナーを複数常設している。また、ローカルスポーツコーナー「Mスポ」を月曜日に設けていた[2]。

- 『スーパーニュース』の17時台は重大ニュース時などを除き放送せず、アニメやドラマ再放送などを編成していたが、東日本大震災報道に伴い、それ以降放送時間を拡大して放送。通常放送に戻った4月4日から5月27日までの間、暫定措置で17時台を放送。2012年4月2日からは正式に17時台のネットを開始した[3]。

## 放送時間
| 期間      | 期間      | 放送時間（JST）                 | 放送時間（JST）       | 放送時間（JST）       |
| 期間      | 期間      | 月曜日 - 金曜日                 | 土曜日                | 日曜日                |
| --------- | --------- | ------------------------------- | --------------------- | --------------------- |
| 1998.3.30 | 2000.4.2  | 17:54.45 - 18:55（60分15秒）    | 18:00 - 18:30（30分） | 17:30 - 18:00（30分） |
| 2000.4.3  | 2001.4.1  | 17:53.45 - 18:55（61分15秒）    | 18:00 - 18:30（30分） | 17:30 - 18:00（30分） |
| 2001.4.2  | 2003.3.30 | 17:53.45 - 18:55（61分15秒）    | 17:30 - 18:00（30分） | 17:30 - 18:00（30分） |
| 2003.3.31 | 2011.3.10 | 17:53.50 - 18:55（61分10秒）※   | 17:30 - 18:00（30分） | 17:30 - 18:00（30分） |
| 2011.4.4  | 2011.5.29 | 16:53 - 19:00（127分）（第1期） | 17:30 - 18:00（30分） | 17:30 - 18:00（30分） |
| 2011.5.30 | 2012.4.1  | 17:54 - 18:55（61分）           | 17:30 - 18:00（30分） | 17:30 - 18:00（30分） |
| 2012.4.2  | 2012.9.30 | 16:53 - 19:00（127分）（第2期） | 17:30 - 18:00（30分） | 17:30 - 18:00（30分） |
| 2012.10.1 | 2015.3.29 | 16:50 - 19:00（130分）          | 17:30 - 18:00（30分） | 17:30 - 18:00（30分） |

備考
- 2008年3月30日まで、土曜日・日曜日も「mitスーパーニュース FNN」として放送し、タイトルロゴも他局と違い、平日版と同じオレンジをベースとしたものになっていた。
- 平日は17:53.50 - 17:54.05 までめんこいテレビのスタジオからキャスターがその日の注目ニュースを紹介し全国ニュースへ。
- 週末版のEPG上のタイトルはフジテレビと同じ｢FNNスーパーニュース｣と表示される。ただし、ローカル枠の項目クレジットは｢mit Super NEWS｣と表示される。

## 日替わりコーナー
2015年3月終了時点
- 月曜：Mスポ（県内のスポーツをさまざまな角度から特集する）
- 火曜：キラリ☆SUN陸（復興へ進む三陸の風物を紹介する）
- 水曜：特集（旬な話題を詳しく解説する）
- 木曜：響け!復興の槌音（被災地からの情報を定期発信する）
- 金曜：いわてケンミンFILE（岩手県縁の"人"を紹介する）、うちのアイドル（我が家のかわいいペットを紹介する）

### 過去の日替わりコーナー
- 金曜：見ごろ食べごろ遊びごろ（週末のお楽しみをめんこいアナが体当たりで紹介する）（ - 2013年9月27日）

## キャスター

### 平日版
メインキャスター
- 伊藤健太（2014年4月 - 番組終了）（月 - 金曜）

2014年4月 - 6月は木・金曜キャスター
- 米澤かおり（2013年10月 - 番組終了）（月 - 金曜）

2013年10月 - 12月は木・金曜キャスター
天気キャスター
- 月・火曜：飛田紗里
- 水 - 金曜：吉田裕美（気象予報士）

※2014年9月29日から吉田裕美が産休のため番組を一時降板、飛田紗里が月 - 金曜担当となった。

### 週末版
- 局内のアナウンサーで日変わり[4]

### 過去
| 期間      | 期間       | 男性        | 男性       | 男性       | 女性        | 女性       | 女性       |
| 期間      | 期間       | 月曜 - 水曜 | 木曜       | 金曜       | 月曜 - 水曜 | 木曜       | 金曜       |
| --------- | ---------- | ----------- | ---------- | ---------- | ----------- | ---------- | ---------- |
| 1998.3.30 | 2000.3.31  | 落合昭彦    | 横山義則   | 横山義則   | 熊谷麻衣子  | 石川佳子   | 石川佳子   |
| 2000.4.3  | 2001.8.31  | 落合昭彦    | 落合昭彦   | 落合昭彦   | 石川佳子    | 石川佳子   | 石川佳子   |
| 2001.9.3  | 2003.3.28  | 落合昭彦    | 落合昭彦   | 落合昭彦   | 千葉絢子    | 千葉絢子   | 千葉絢子   |
| 2003.3.31 | 2005.5.31  | 高橋裕二    | 高橋裕二   | 高橋裕二   | 千葉絢子    | 千葉絢子   | 千葉絢子   |
| 2005.6.1  | 2006.3.24  | 高橋裕二    | 高橋裕二   | 高橋裕二   | 春山恵理    | 春山恵理   | 春山恵理   |
| 2006.3.27 | 2009.3.27  | 高橋裕二    | 高橋裕二   | 高橋裕二   | 千葉絢子    | 千葉絢子   | 千葉絢子   |
| 2009.3.30 | 2010.3.26  | 高橋裕二    | 高橋裕二   | 玉井新平   | 千葉絢子    | 千葉絢子   | 坂口奈央   |
| 2010.3.29 | 2011.3.25  | 高橋裕二    | 高橋裕二   | 工藤淳之介 | 野牛あかね  | 野牛あかね | 坂口奈央   |
| 2011.3.28 | 2012.3.30  | 工藤淳之介  | 千田剛裕   | 千田剛裕   | 野牛あかね  | 坂口奈央   | 坂口奈央   |
| 2012.4.2  | 2013.9.27  | 工藤淳之介  | 工藤淳之介 | 工藤淳之介 | 野牛あかね  | 野牛あかね | 野牛あかね |
| 2013.9.30 | 2013.12.27 | 工藤淳之介  | 工藤淳之介 | 工藤淳之介 | 野牛あかね  | 米澤かおり | 米澤かおり |
| 2014.1.6  | 2014.3.28  | 工藤淳之介  | 工藤淳之介 | 工藤淳之介 | 米澤かおり  | 米澤かおり | 米澤かおり |
| 2014.3.31 | 2014.6.27  | 工藤淳之介  | 伊藤健太   | 伊藤健太   | 米澤かおり  | 米澤かおり | 米澤かおり |
| 2014.6.30 | 2015.3.27  | 伊藤健太    | 伊藤健太   | 伊藤健太   | 米澤かおり  | 米澤かおり | 米澤かおり |

- 常世晶子（お天気担当。現・フリーアナウンサー）
- 伊藤里紗（土曜・日曜担当）
- 物袋綾子（2003年 - 2005年。現・ナレーター）
- 川原弓奈（2006年。天気予報担当。現・フリーアナウンサー、タレント）
- 古川興二（現・静岡朝日テレビ）
- 佐藤雪江（現・フリーアナウンサー）
- 増田優香子

## mit歴代の夕方ニュース
| 期間      | 期間      | 平日                 | 週末                         |
| --------- | --------- | -------------------- | ---------------------------- |
| 1991.4.1  | 1997.3.30 | mitスーパータイム    | mitスーパータイム            |
| 1997.3.31 | 1998.3.29 | mitザ・ヒューマン    | mitザ・ヒューマン            |
| 1998.3.30 | 2001.4.1  | mitスーパーニュース  | mitスーパーニュース          |
| 2001.4.2  | 2015.3.29 | mitスーパーニュース  | FNNスーパーニュースWEEKEND   |
| 2015.3.30 | 2018.4.1  | mit みんなのニュース | FNN みんなのニュース Weekend |
| 2018.4.2  | 2019.3.31 | mitプライムニュース  | プライムニュース イブニング  |
| 2019.4.1  | 2020.9.27 | mit Live News        | Live News it!                |
| 2020.9.28 | 現在      | mit Live News        | Live News イット!            |